# Digi Communications
Digi Communications NV, també coneguda com a DIGI Group, és un holding de telecomunicacions romanès, que també té negocis a Espanya, Itàlia, Portugal i Bèlgica. L'empresa té la seu legal actual als Països Baixos i la seu de gestió efectiva a Romania. Digi va ser fundada per Zoltán Teszári, qui n'és l'accionista majoritari, i cotitza a la Borsa de Bucarest des del 16 de maig de 2017.
El 2019, Digi tenia una quota de mercat del 51% a Romania i la gran majoria dels seus subscriptors estan connectats per fibra, un procés que es va iniciar el 2006. Això ha tingut una contribució important a l'estatus de Romania com a país amb una de les velocitats d'Internet de banda ampla fixa més altes del món.
El 2023, Digi Group va ampliar les xarxes de fibra a Espanya per cobrir més de 8,7 milions de llars. A Romania, la companyia va mantenir un ritme ràpid en el desplegament del 5G i també va introduir els serveis 5G a Espanya. Els ingressos i altres ingressos van augmentar un 13% fins als 1.700 milions d'euros, mentre que les RGU a Romania i Espanya van créixer un 15%, assolint els 23,8 milions d'unitats, i l'EBITDA ajustat va augmentar fins als 592 milions d'euros.